# Банат Зренянин
ФК „Банат“ (на сръбски: ФK „Банат“) е бивш футболен клуб в град Зренянин, Сърбия.
Състезава се в сръбската Суперлига. Клубът се оформя след сливането на „Будучност“ (Банатски Двор) и ФК „Проллетар“ от Зренянин през 2006 г. Отборът играе домакинските си мачове на стадион „Караджорджев парк“, който има капацитет от 13 000 места.
Сред известните играчи, преминали през клубната история на „Банат“, е Зоран Тошич – младежки национал на Сърбия и играч на ФК „Манчестър Юнайтед“. Като селекционер на клуба за кратко време се е подвизавал и Любинко Друлович, бивш футболист на ФК „Порто“ и ФК ФК „Бенфика“, Лисабон.